# ZOO Serpentarium
ZOO Serpentarium, voorheen Serpentarium, was een Belgische indoor dierentuin op de Zeedijk te Blankenberge. Het serpentarium was gespecialiseerd in reptielen en amfibieën. Sinds 2008 maakte het deel uit van de Koninklijke Maatschappij voor Dierkunde Antwerpen (KMDA), de organisatie achter onder meer ZOO Planckendael en ZOO Antwerpen. De toeristenattractie lokte jaarlijks zo'n 50.000 bezoekers.

## Geschiedenis
ZOO Serpentarium is ontstaan uit de privécollectie van Marnick Croes. Hij organiseerde al jaren exposities met reptielen. In september 1998 opende hij met medewerking van het stadsbestuur het Serpentarium voor publiek.
In 2008 werd het Serpentarium gerenoveerd en op 2 januari 2009 opende het opnieuw de deuren, onder de naam Reptielenzoo.
In 2010 won ZOO Serpentarium van ZooSite, een website voor dierentuinliefhebbers, de prijs van mooiste kleine zoo van de Benelux.
Op 12 mei 2021 maakte ZOO Serpentarium bekend definitief de deuren te sluiten. Aanleiding hiervoor waren de oplopende kosten na de verplichte sluiting van dierentuinen in België wegens de coronacrisis. Een deel van de dieren verhuizen naar ZOO Antwerpen en ZOO Planckendael.

## Dieren
De dierentuin toonde ongeveer 200 verschillende dieren, verspreid over een honderdtal soorten. Afgezien van reptielen en amfibieën zaten er ook spinnen, insecten en andere ongewervelden in de collectie.
De attractie kenmerkte zich door ruime verblijven die natuurlijk waren vormgegeven en een gethematiseerd bezoekersgedeelte. Klimaat en verlichting in de grote terraria werden computergestuurd.

## Galerij

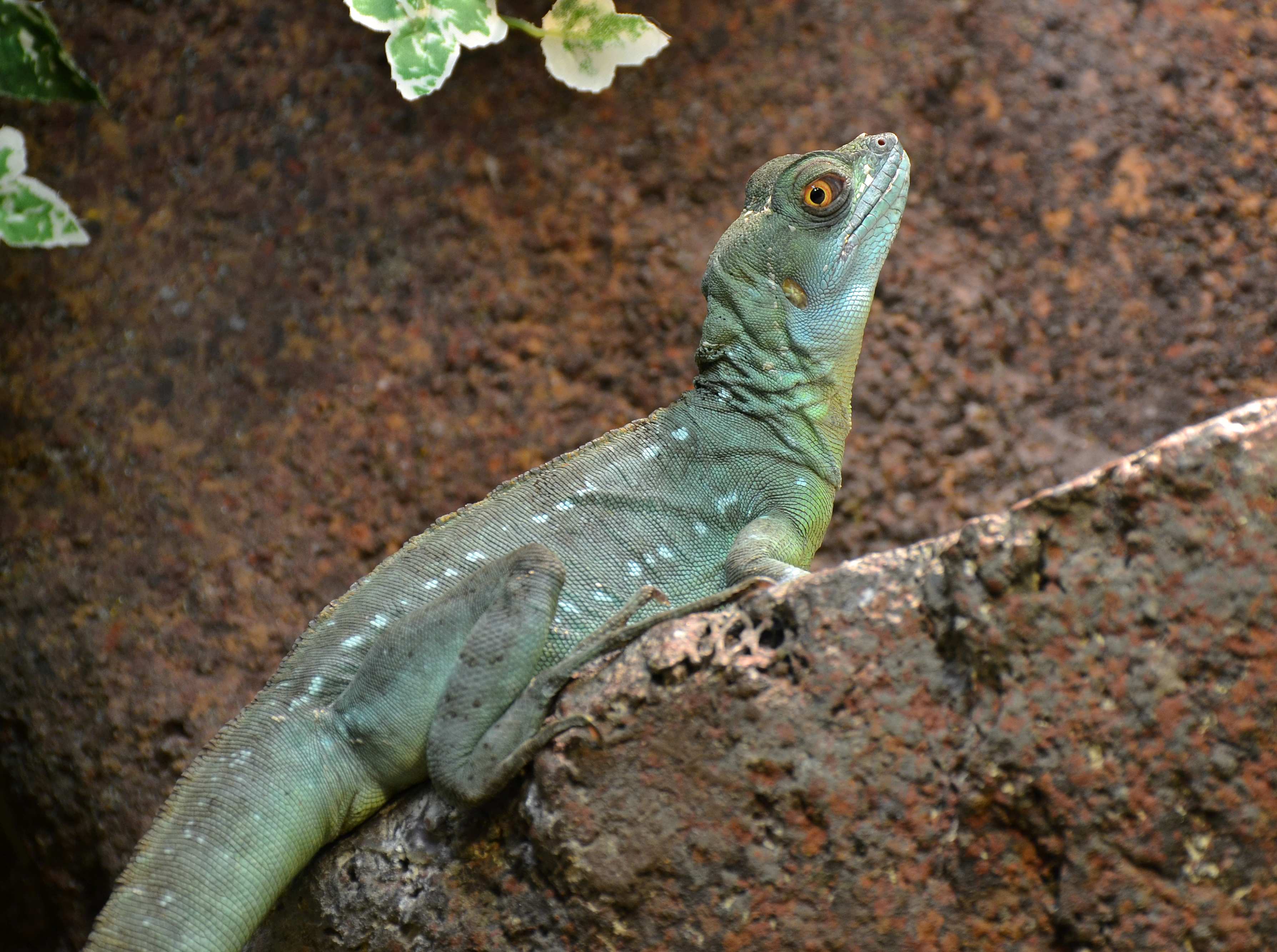
Kroonbasilisk
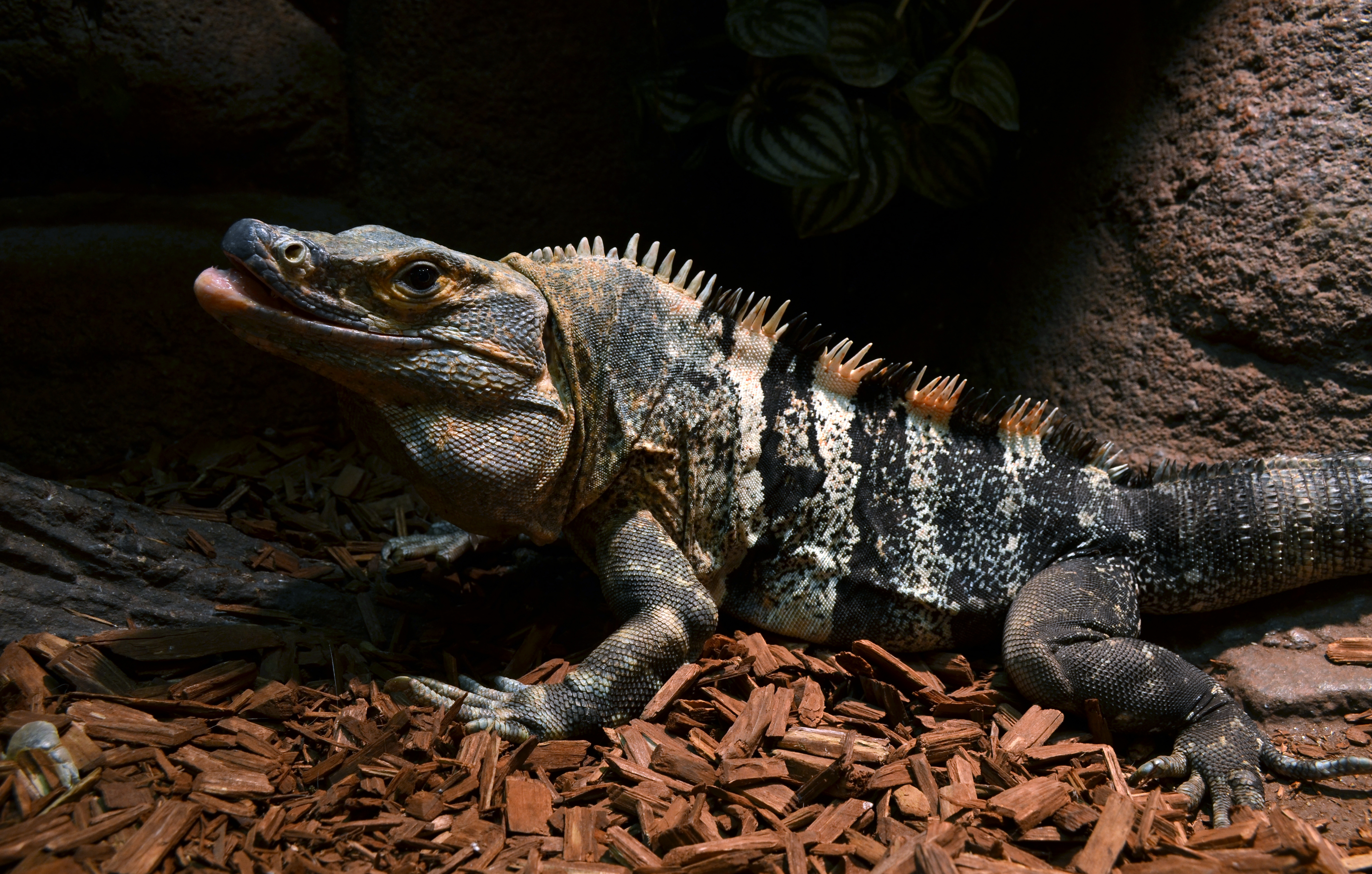
Witzwarte grondleguaan
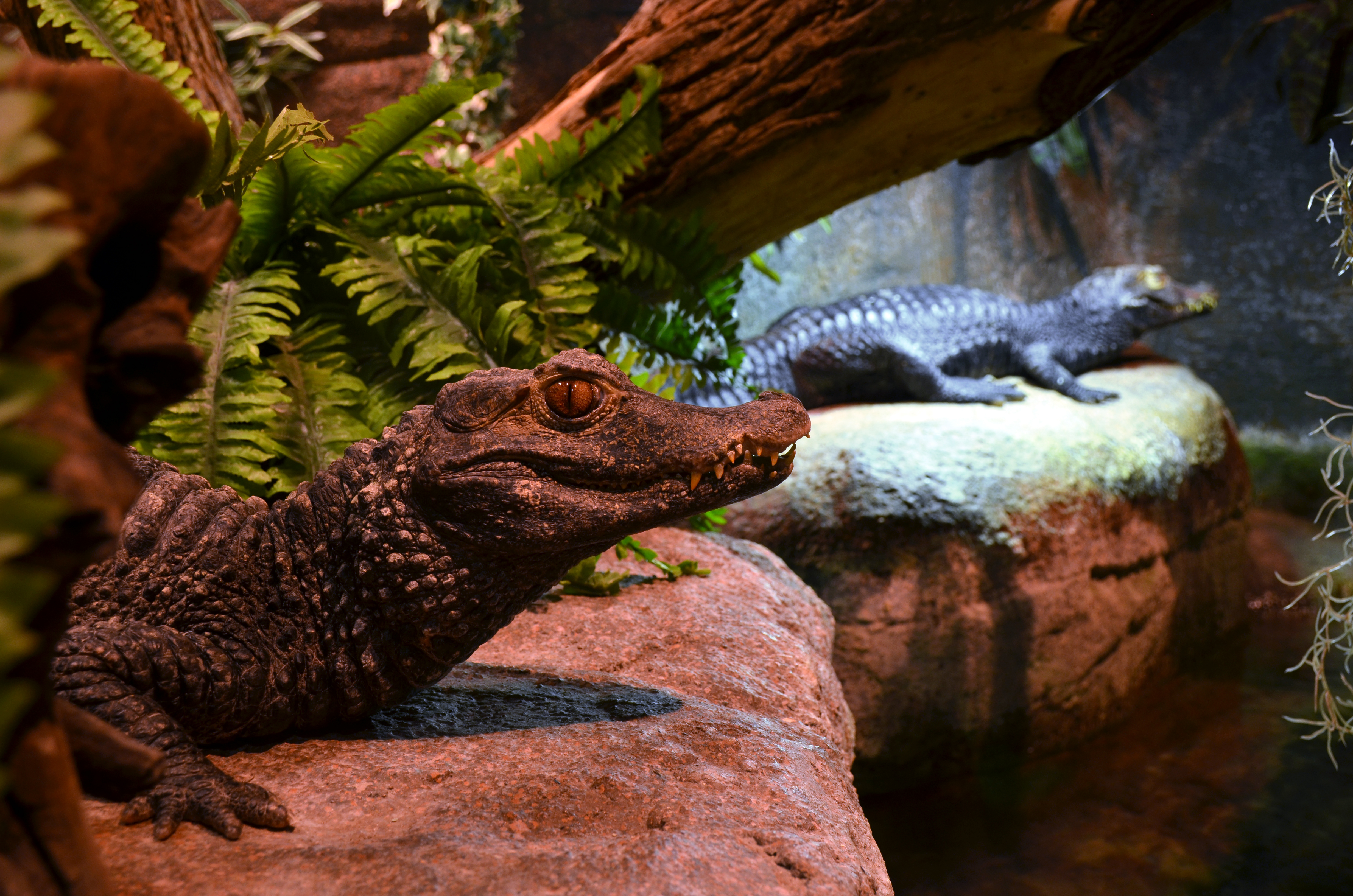
Cuviers gladvoorhoofdkaaiman
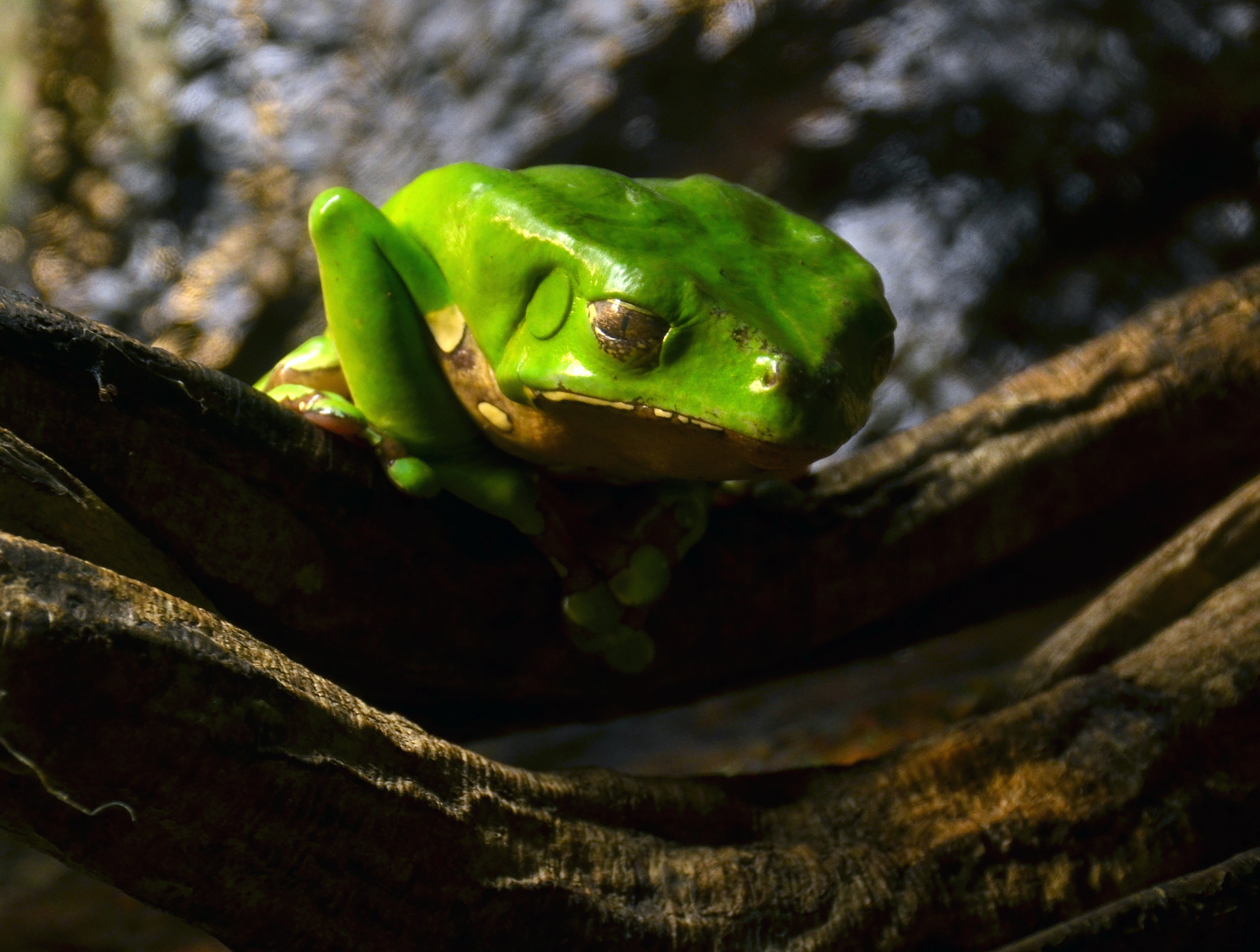
Phyllomedusa bicolor